# Monte Bragalata
Il monte Bragalata è una montagna dell'Appennino tosco-emiliano alta 1.835 metri.

## Geografia
Ubicata al confine tra Emilia e Toscana, tra i comuni di Monchio delle Corti (Parma) e Licciana Nardi (Massa-Carrara), la montagna è inserita nel contesto del parco nazionale dell'Appennino Tosco-Emiliano.

## La montagna
Il versante toscano della montagna è particolarmente ripido e pericoloso, con un'altitudine che varia moltissimo in pochi metri lineari. Il versante emiliano invece degrada verso la pianura molto più lentamente, agevolando le camminate verso il crinale, anche grazie alla presenza di luoghi attrezzati di riposo e di ristoro come la capanna Biancani o il bivacco Cagnin.

## Percorsi
Il  monte Bragalata con la sua forma imperiosa, è attraversato sia da un sentiero che permette di arrivare sino in vetta, sia da un sentiero che percorre un tratto mediano e ne consente l'aggiramento in maniera agevole.
Sul lato parmense del monte è possibile raggiungere numerosi laghi naturali e artificiali posizionati su tutto il confine. Alla base della montagna è posizionato il  lago Verde. 
Dal lato lunigianese è invece possibile ammirare, nelle giornate terse, il golfo di La Spezia e lo splendido complesso delle Alpi Apuane.
Marciando dal  monte Bragalata verso il monte Bocco si incrocia il  passo Giovarello (1.754 m), mentre camminando in direzione del monte Sillara (1.861 m) e del monte Losanna (1.840 m) si attraversa il  passo di Compione (1.794 m).